# Demografie der Europäischen Union

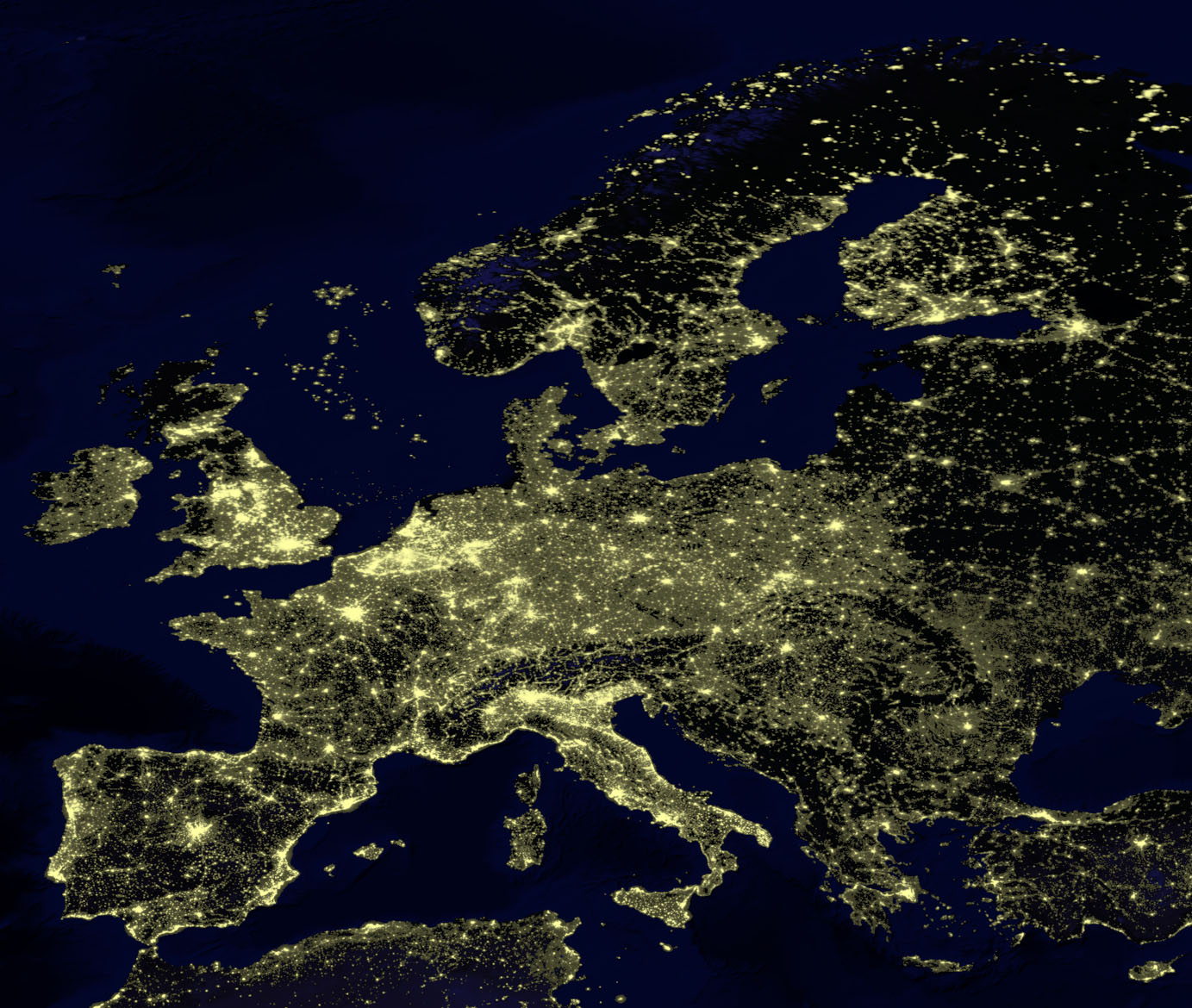
Die Bevölkerungsdichte der EU beträgt im Jahr 2018 geschätzt 118 Einwohner/km²

Die Demografie der Europäischen Union betrachtet die Wirkung natürlicher und künstlicher Veränderungsfaktoren auf die Bevölkerung in der Europäischen Union. Auf Grundlage einer Schätzung von Eurostat lebten 2023 in der Europäischen Union rund 448 Mill. Einwohner auf einer Fläche von rund 4,2 Millionen Quadratkilometern. Die Europäische Union gehört damit mit einer Bevölkerungsdichte von 106 Einwohner/km² zu den am dichtesten besiedelten Regionen der Welt.

## Überblick

### Bevölkerungen der Mitgliedsstaaten

Bevölkerungsdichte 2014 nach NUTS-2-Gebieten

Der bevölkerungsreichste Mitgliedsstaat ist Deutschland mit einer geschätzten Bevölkerung von 84,4 Millionen Einwohnern, der bevölkerungsärmste Mitgliedsstaat ist Malta mit 0,5 Millionen Einwohnern. Die Geburtenraten in der Europäischen Union fallen mit durchschnittlich etwa 1,6 Kindern pro Frau sehr gering aus. Die höchsten Geburtenraten hat Irland, wo es zu 16,876 Geburten pro Tausend Einwohnern und Jahr gibt und Frankreich mit 13,013 pro Tausend Einwohnern und Jahr. Italien besitzt die geringste Geburtenrate in der Europäischen Union mit 7 Geburten pro Tausend Einwohnern und Jahr.
| Mitgliedstaat     | Bevölkerung | % der EU | Fläche km² | % der EU | Bevölkerungs- dichte Ew./km² |
| Europäische Union | 448.285.127 | 100      | 4.234.564  | 100      | 106                          |
| ----------------- | ----------- | -------- | ---------- | -------- | ---------------------------- |
| Belgien           | 11.549.888  | 2,58     | 30.510     | 0,72     | 379                          |
| Bulgarien         | 6.951.482   | 1,55     | 110.912    | 2,62     | 63                           |
| Dänemark          | 5.816.443   | 1,30     | 43.094     | 1,02     | 135                          |
| Deutschland       | 83.100.961  | 18,54    | 357.021    | 8,43     | 233                          |
| Estland           | 1.328.976   | 0,30     | 45.226     | 1,07     | 29                           |
| Finnland          | 5.521.292   | 1,23     | 337.030    | 7,96     | 16                           |
| Frankreich        | 67.098.824  | 14,97    | 643.548    | 15,20    | 104                          |
| Griechenland      | 10.709.739  | 2,39     | 131.957    | 3,12     | 81                           |
| Irland            | 4.964.440   | 1,11     | 70.280     | 1,66     | 71                           |
| Italien           | 60.897.891  | 13,58    | 301.320    | 7,12     | 202                          |
| Kroatien          | 4.058.165   | 0,91     | 56.594     | 1,34     | 72                           |
| Lettland          | 1.907.675   | 0,43     | 64.589     | 1,53     | 30                           |
| Litauen           | 2.794.090   | 0,62     | 65.200     | 1,54     | 43                           |
| Luxemburg         | 623.962     | 0,14     | 2.586      | 0,06     | 241                          |
| Malta             | 514.564     | 0,11     | 316        | 0,01     | 1.628                        |
| Niederlande       | 17.549.457  | 3,91     | 41.526     | 0,98     | 423                          |
| Österreich        | 8.897.000   | 1,98     | 83.858     | 1,98     | 106                          |
| Polen             | 37.958.138  | 8,47     | 312.685    | 7,38     | 121                          |
| Portugal          | 10.295.909  | 2,30     | 92.931     | 2,19     | 111                          |
| Rumänien          | 19.317.984  | 4,31     | 238.391    | 5,63     | 81                           |
| Schweden          | 10.330.000  | 2,30     | 449.964    | 10,63    | 23                           |
| Slowakei          | 5.457.873   | 1,22     | 48.845     | 1,15     | 112                          |
| Slowenien         | 2.095.861   | 0,47     | 20.253     | 0,48     | 103                          |
| Spanien           | 47.329.981  | 10,56    | 504.782    | 11,92    | 93                           |
| Tschechien        | 10.557.001  | 2,35     | 78.866     | 1,86     | 134                          |
| Ungarn            | 9.769.526   | 2,18     | 93.030     | 2,20     | 105                          |
| Zypern            | 888.005     | 0,20     | 9.250      | 0,22     | 96                           |
| Mitgliedstaat     | Bevölkerung | % der EU | Fläche km² | % der EU | Bevölkerungs- dichte Ew./km² |

### Städte
In der Europäischen Union liegen 15 Millionenstädte mit Berlin als bevölkerungsreichster Stadt. Mit der Metropolregion Rhein-Ruhr liegt auch die größte Metropolregion der Europäischen Union mit geschätzten 10 Millionen Einwohnern in Deutschland.
| Rang | Name      | Ein- wohner | Fläche (km²) | Ew. / km² | Stand         | Staat       | Quelle |
| ---- | --------- | ----------- | ------------ | --------- | ------------- | ----------- | ------ |
| 1    | Berlin    | 3.755.251   | 892          | 4.210     | 31. Dez. 2022 | Deutschland | AfS    |
| 2    | Madrid    | 3.280.782   | 607          | 5.405     | 1. Jan. 2022  | Spanien     | INE    |
| 3    | Rom       | 2.748.109   | 1.285        | 2.139     | 1. Jan. 2023  | Italien     | ISTAT  |
| 4    | Paris     | 2.139.907   | 105          | 20.380    | 1. Jan. 2022  | Frankreich  | INSEE  |
| 5    | Wien      | 1.982.442   | 415          | 4.777     | 1. Jan. 2023  | Österreich  | STAT   |
| 6    | Hamburg   | 1.892.122   | 755          | 2.506     | 31. Dez. 2022 | Deutschland | STATN  |
| 7    | Warschau  | 1.861.975   | 517          | 3.601     | 31. Dez. 2022 | Polen       | GUS    |
| 8    | Bukarest  | 1.716.961   | 228          | 7.531     | 1. Dez. 2021  | Rumänien    | INS    |
| 9    | Budapest  | 1.706.851   | 525          | 3.251     | 1. Jan. 2022  | Ungarn      | KSH    |
| 10   | Barcelona | 1.636.193   | 100          | 16.362    | 1. Jan. 2022  | Spanien     | INE    |
| 11   | München   | 1.512.491   | 310          | 4.879     | 31. Dez. 2022 | Deutschland | BLfSD  |
| 12   | Mailand   | 1.354.196   | 160          | 8.464     | 1. Jan. 2023  | Italien     | ISTAT  |
| 13   | Prag      | 1.338.530   | 496          | 2.699     | 31. Dez. 2022 | Tschechien  | ČSÚ    |
| 14   | Sofia     | 1.280.334   | 492          | 2.602     | 31. Dez. 2022 | Bulgarien   | NSI    |
| 15   | Köln      | 1.084.831   | 405          | 2.679     | 31. Dez. 2022 | Deutschland | IT.NRW |

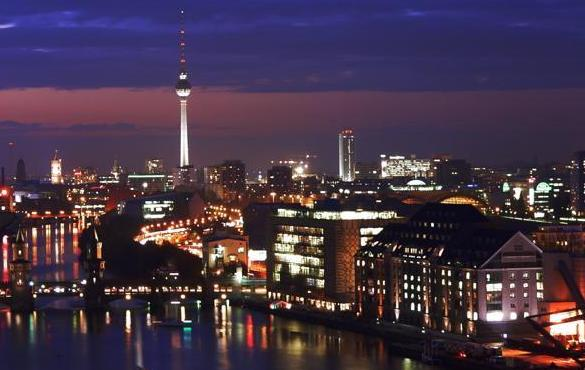
Berlin ist die bevölkerungsreichste Stadt der Europäischen Union
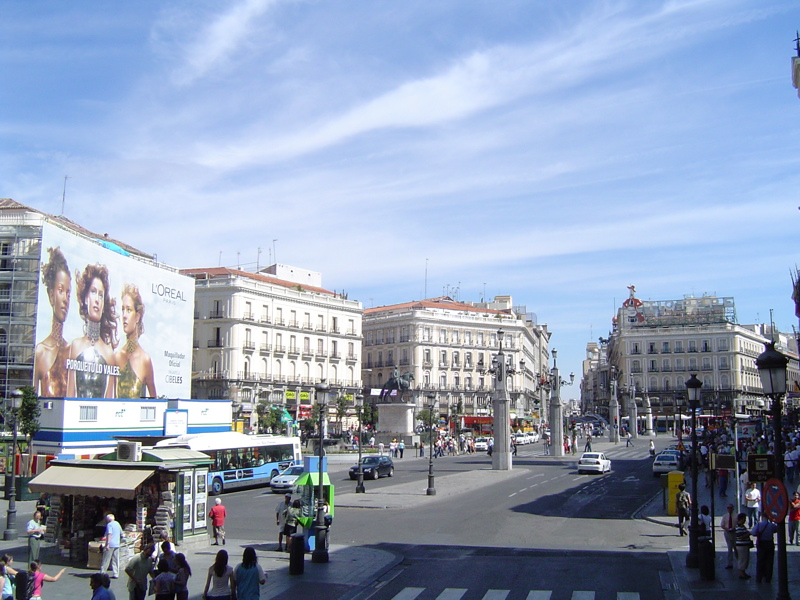
Madrid ist seit Jahrhunderten der geographische, politische und kulturelle Mittelpunkt Spaniens
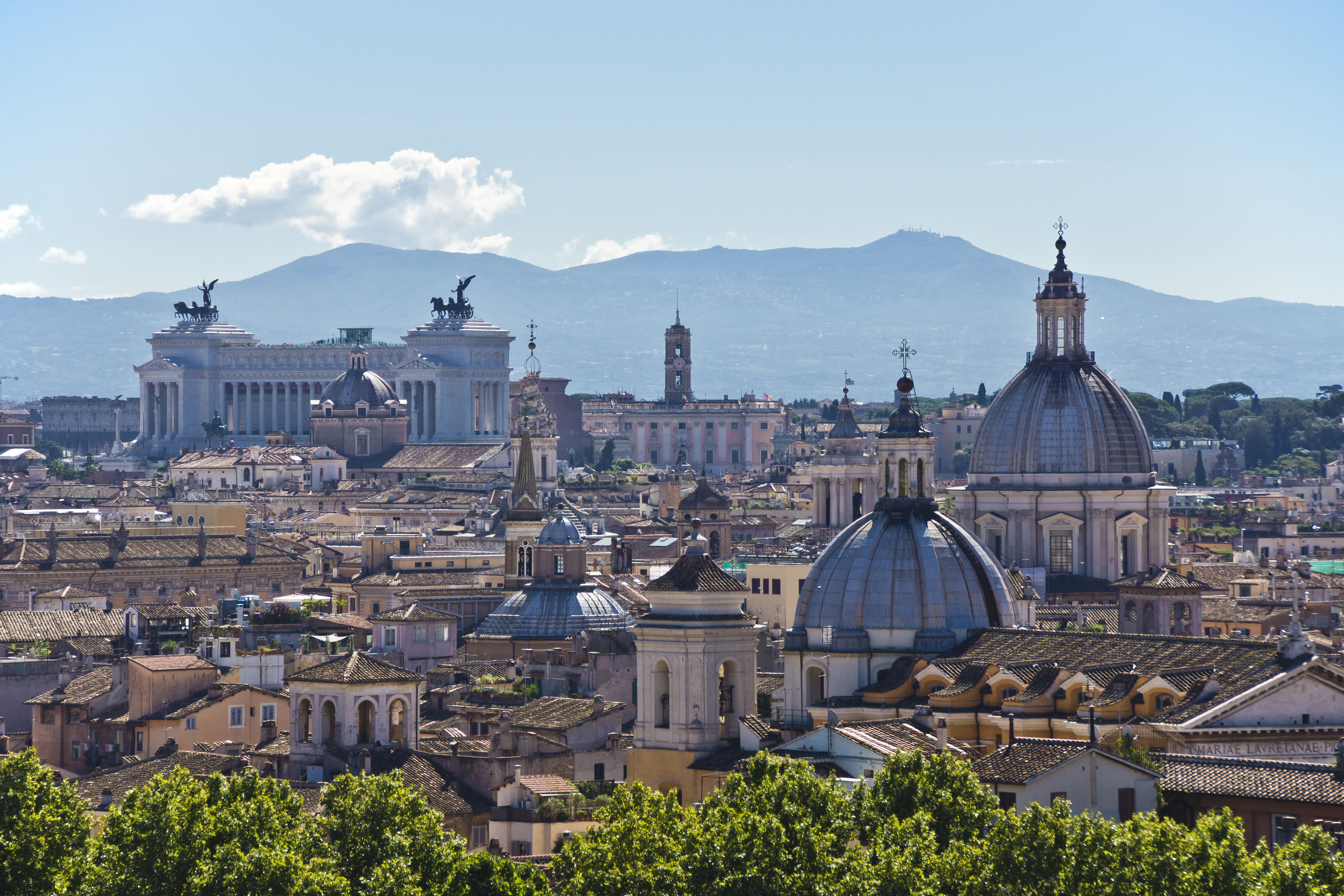
Rom in der Antike Hauptstadt des Römischen Reichs wird auch als „Ewige Stadt“ bezeichnet
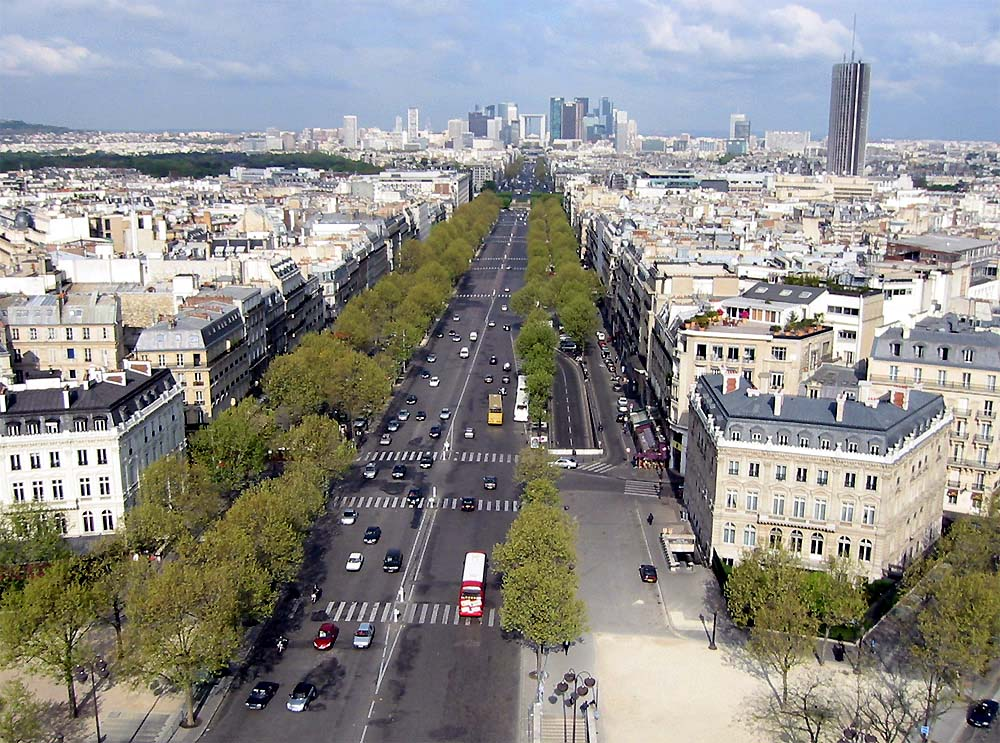
Blick vom Triumphbogen hinüber zur La Défense in Paris
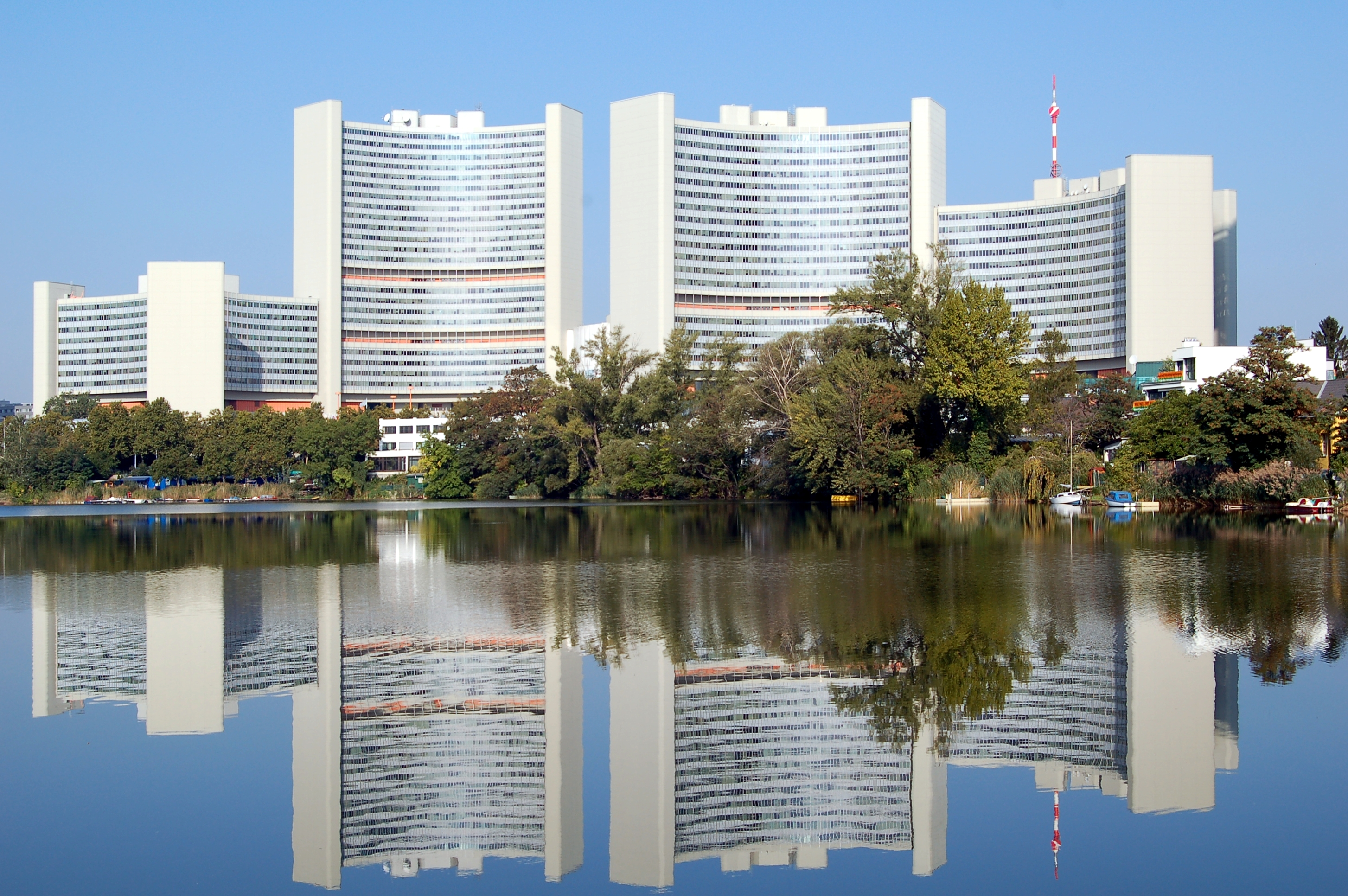
Eines der weltweit vier Büros der Vereinten Nationen ist das Internationale Zentrum Wien
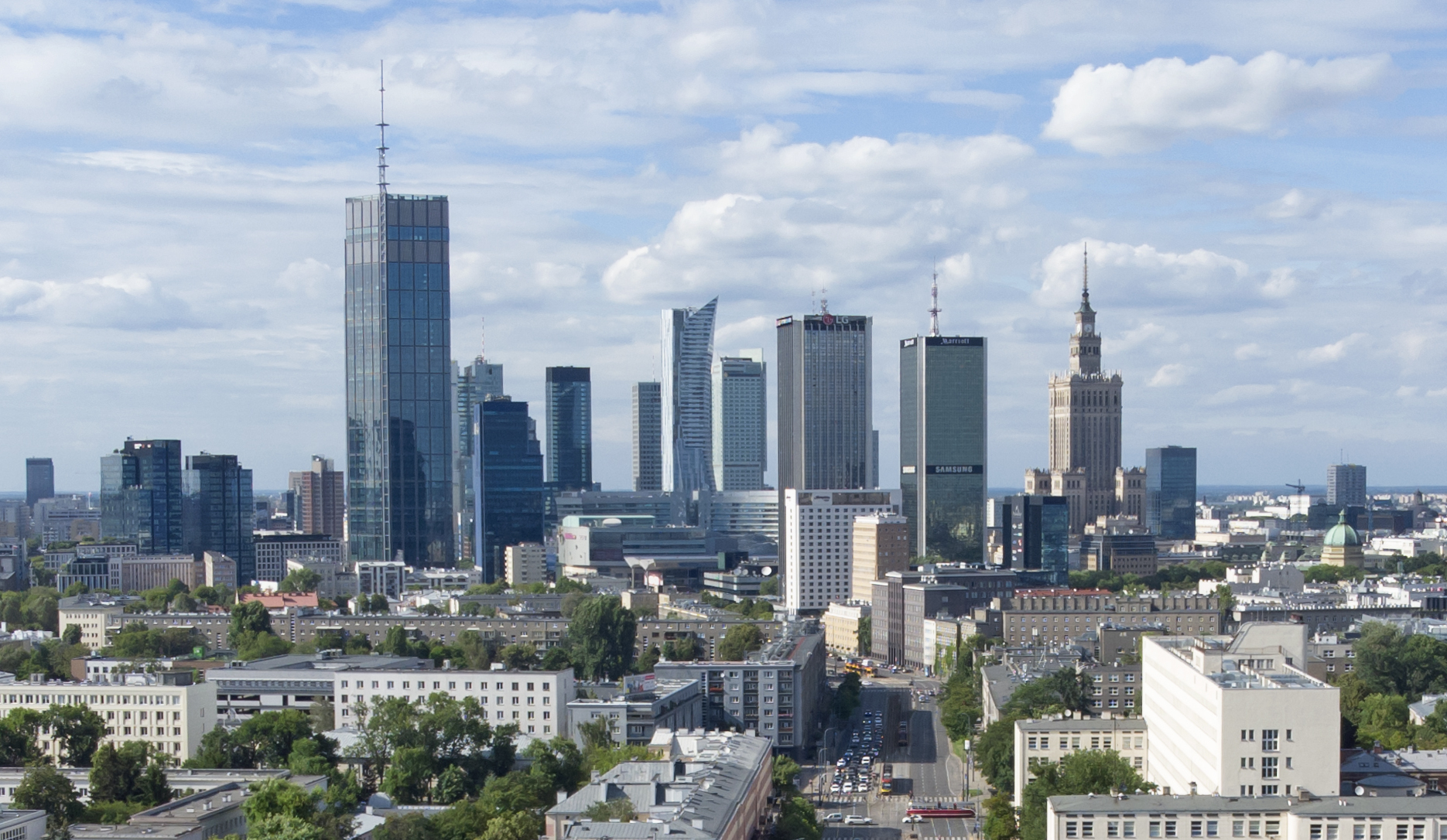
Das moderne Warschau

### Sprachen
In der Europäischen Union werden aktuell 24 Sprachen als Amts- und Arbeitssprachen anerkannt. Die Sprachenfrage wurde durch die erste Verordnung festgelegt, die überhaupt von der EWG erlassen wurde (Text der VO 1/1958 siehe unten). Rechtsgrundlage für die Verordnung ist aktuell Art. 342 AEUV: „Die Regelung der Sprachenfrage für die Organe der Union wird unbeschadet der Satzung des Gerichtshofs der Europäischen Union vom Rat einstimmig durch Verordnungen getroffen.“
Nach Art. 24 AEUV haben alle Unionsbürger das Recht, sich in einer der 24 in Art. 55 EU-Vertrag genannten Sprachen an die Organe der EU zu wenden und eine Antwort in derselben Sprache zu erhalten. Neben diesen Amtssprachen existieren zahlreiche Minderheitensprachen, wie z. B. Katalanisch oder Baskisch in Spanien oder Russisch in den baltischen Ländern. Die EU erklärt, die Sprachen und Sprachenvielfalt zu achten und zu respektieren. Mit dem Beitritt Kroatiens zum 1. Juli 2013 wurde die kroatische Sprache zur 24. Amtssprache der EU.

Sprachkenntnisse in der EU
Deutsch
Englisch
Französisch
Spanisch
Italienisch
Russisch

| Sprache     | Amtssprache in Mitgliedstaat                     | als Muttersprache gesprochen (Anteil an der Bevölkerung) | als Fremdsprache gesprochen (Anteil an der Bevölkerung) | Sprecher insgesamt in der EU (Anteil an der Bevölkerung) |
| ----------- | ------------------------------------------------ | -------------------------------------------------------- | ------------------------------------------------------- | -------------------------------------------------------- |
| Deutsch     | Deutschland Österreich Luxemburg Belgien Italien | 18 %                                                     | 14 %                                                    | 32 %                                                     |
| Englisch    | Vereinigtes Königreich Irland Malta              | 13 %                                                     | 38 %                                                    | 51 %                                                     |
| Französisch | Frankreich Belgien Luxemburg Italien             | 14 %                                                     | 14 %                                                    | 28 %                                                     |
| Italienisch | Italien                                          | 13 %                                                     | 03 %                                                    | 16 %                                                     |
| Spanisch    | Spanien                                          | 09 %                                                     | 06 %                                                    | 15 %                                                     |
| Polnisch    | Polen                                            | 09 %                                                     | 01 %                                                    | 10 %                                                     |

### Religion
Eurobarometer-Umfrage des Jahres 2005

Glaube an einen Gott
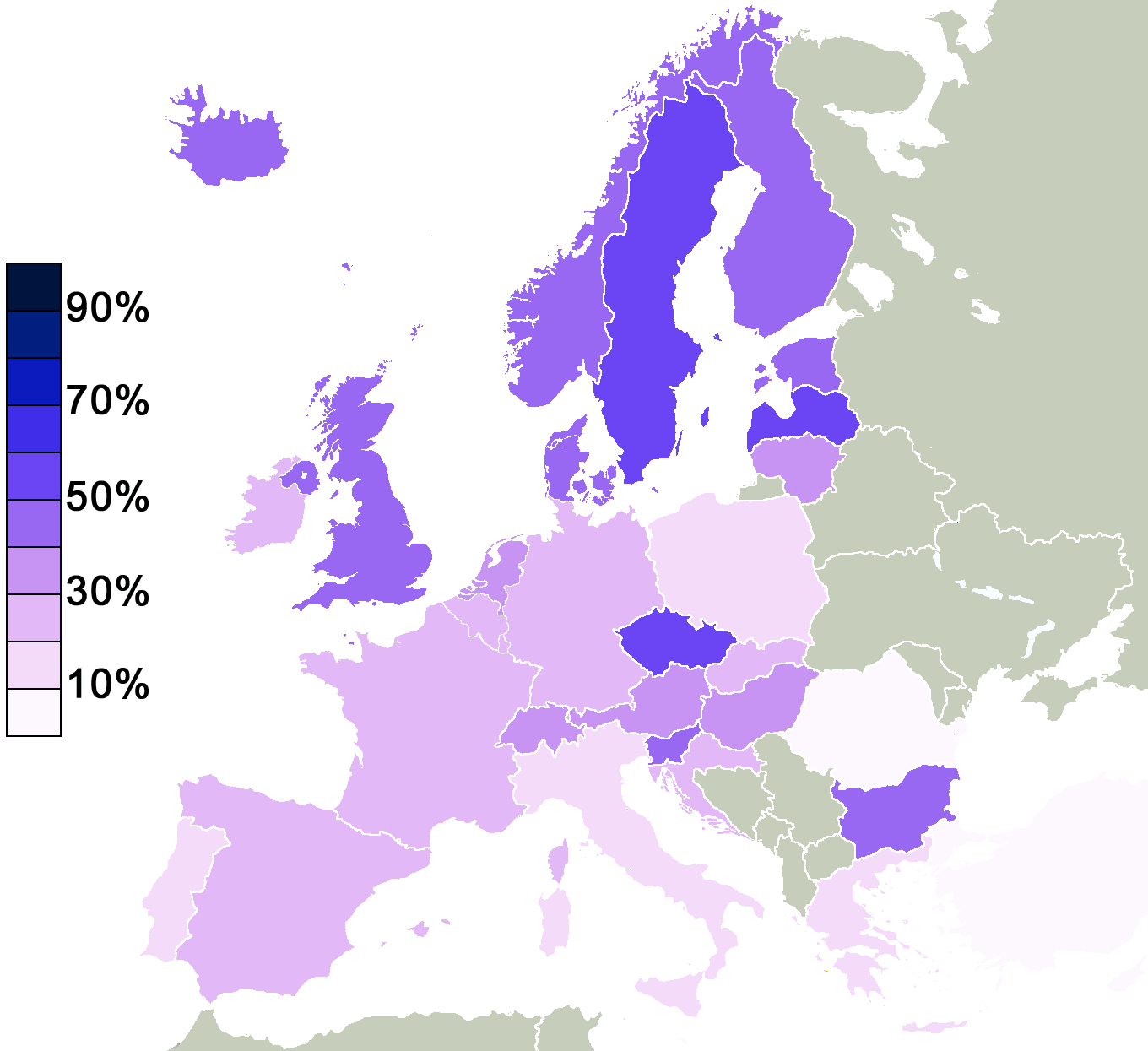
Glaube an eine Art Übersinnlichkeit
Agnostisch oder atheistisch

| Religion/Weltanschauung         | Bevölkerungsanteil |
| ------------------------------- | ------------------ |
| Christentum                     | 71,6 %             |
| – römisch-katholisch            | 45,3 %             |
| – protestantisch                | 11,1 %             |
| – christlich-orthodox           | 9,6 %              |
| – andere christliche Konfession | 5,6 %              |
| andere Religion                 | 4,5 %              |
| – muslimisch                    | 1,8 %              |
| – buddhistisch                  | 0,4 %              |
| – jüdisch                       | 0,3 %              |
| – hinduistisch                  | 0,3 %              |
| – sikhistisch                   | 0,1 %              |
| – übrige Religionen             | 1,6 %              |
| keine Religion                  | 24,0 %             |
| – nicht gläubig/Agnostizismus   | 13,6 %             |
| – Atheismus                     | 10,4 %             |

## Gesundheit

### Gesundheitserwartung
Die Gesundheitserwartung wird von Eurostat mit dem Indikator „gesunde Lebensjahre“ (GLJ) berechnet.
Dieser statistische Indikator für die Gesundheitserwartung wird für Männer und Frauen bei der Geburt und im Alter von 50 und 65 Jahren getrennt berechnet. Dazu werden Daten der Anteile der gesunden bzw. kranken Bevölkerung und Daten zur altersspezifischen Sterblichkeit ausgewertet. Gute gesundheitliche Verfassung wird als Abwesenheit von Funktionsbeschränkungen/Behinderungen definiert.
Die Kennzahl „Gesunde Lebensjahre (GLJ) im Alter von 65 Jahren“ gibt die Anzahl der Jahre an, die eine Person mit 65 Jahren noch in guter gesundheitlicher Verfassung leben wird. Die Kennzahl „GLJ“ ist also ein Indikator der Gesundheitserwartung, welcher Informationen zu Sterblichkeit und Krankheit miteinander verknüpft. Dazu werden Daten zu den altersspezifischen Anteile der gesunden bzw. kranken Bevölkerung und Daten zur altersspezifischen Sterblichkeit verwendet. Gute gesundheitliche Verfassung wird über die Abwesenheit von Funktionsbeschränkungen/Beschwerden definiert. Die Kennzahl wird auch beschwerdefreie Lebenserwartung (BFLE) genannt.
Die Kennzahl wird nach der Sullivan-Methode berechnet, die auf Daten zum altersspezifischen Bevölkerungsanteil mit und ohne Behinderungen und auf Sterblichkeitsdaten basiert. Diese Methode wird deshalb oft eingesetzt, weil sie unkompliziert ist, weil die grundlegenden Daten verfügbar sind und weil sie unabhängig von Größe und Altersstruktur der Bevölkerung für viele Länder angewendet werden kann. Allerdings kann der Indikator GLJ durch kulturelle Unterschiede hinsichtlich der Meldung von Behinderungen beeinflusst werden.

### Tabelle Gesundheitserwartung

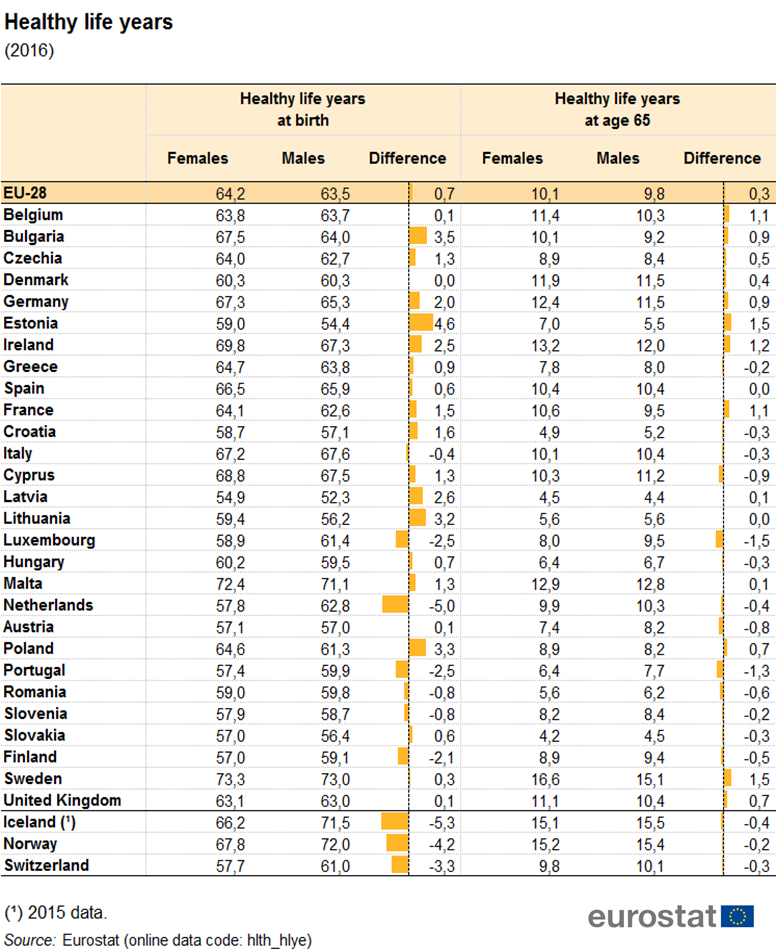
EU-Vergleich Gesunde Lebenserwartung bei der Geburt und im Alter von 65 Jahren (2016)

### Ranking Gesundheitserwartung

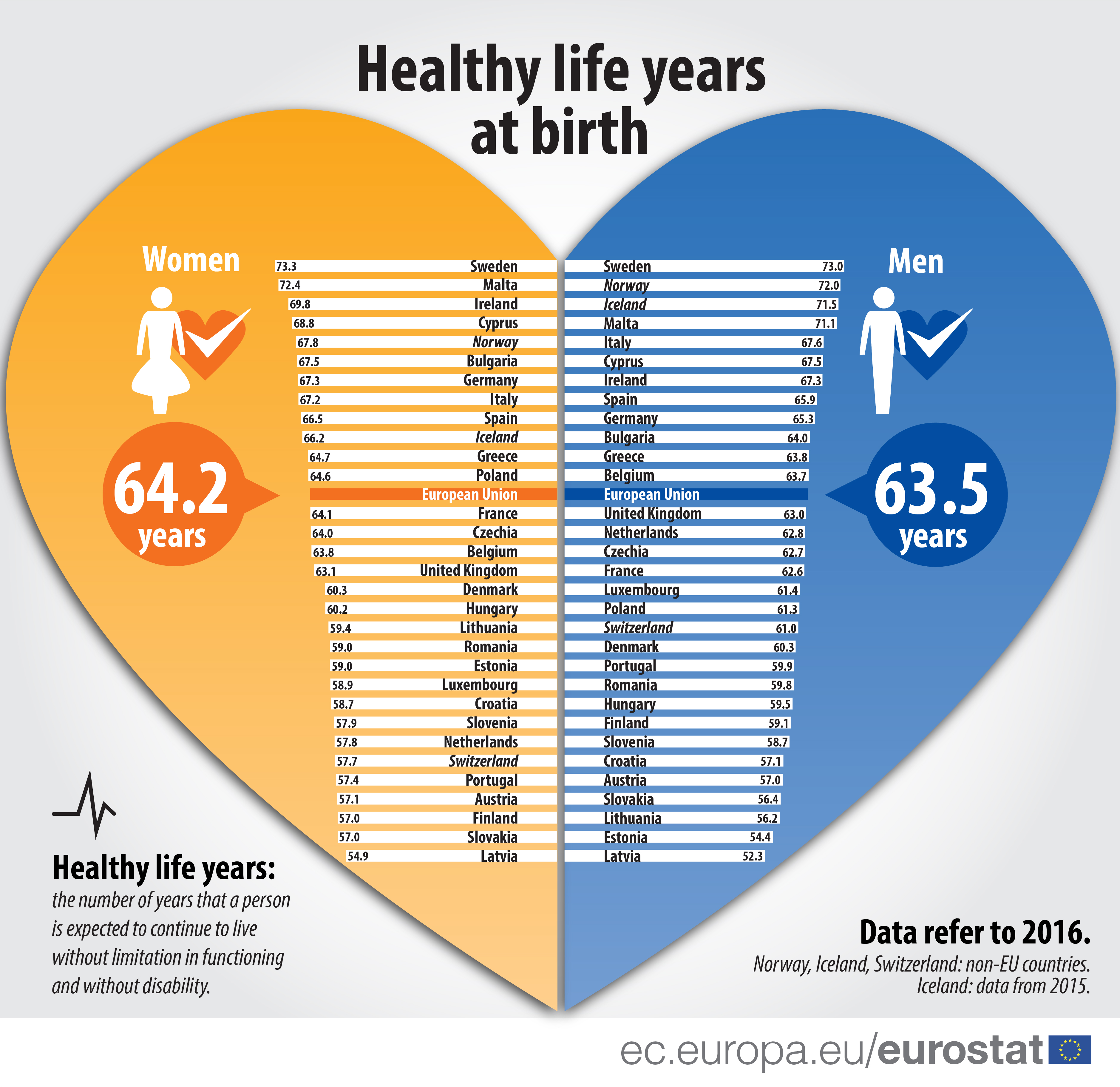
EU-Vergleich Gesunde Lebenserwartung bei der Geburt (2016)

- Die GLJ-Schätzungen werden für die 27 EU-Mitgliedstaaten unter Verwendung der EU-SILC-Daten[28] für 2016 bereitgestellt
 (siehe Abbildung links).
- Die Analysen der Werte für gesunde Lebensjahre weisen auf signifikante Ungleichheiten zwischen den europäischen Ländern hin.
- So liegt z. B. die Gesundheitserwartung in Schweden bei Frauen gleich um 16,2 Jahre höher als in Österreich.
- Die Gesundheitserwartung in Schweden liegt bei Männern um 16,0 Jahre höher als in Österreich.

Siehe auch:
- Gesundheitssystem in Österreich
- Gesundheitserwartung

### Lebenserwartung
Die durchschnittliche Lebenserwartung bei der Geburt betrug, laut Daten von Eurostat, für das Jahr 2016 im EU-Durchschnitt 81 Jahre. Für Männer lag sie bei 78,2 Jahren und für Frauen bei 83,3 Jahren. Die Lebenserwartung in der Europäischen Union lag damit mehr als 10 Jahre über dem weltweiten Durchschnitt von knapp 70 Jahren. Die im Durchschnitt längste Lebenserwartung hatten EU-Bürger in Spanien mit 83,5 Jahren. Die kürzeste Lebenserwartung innerhalb der EU hatten dagegen die Bürger von Litauen, Bulgarien und Lettland mit jeweils 74,9 Jahren. Bei der Lebenserwartung belegten vor allem die südeuropäischen Staaten hohe Platzierungen, obwohl diese nicht unbedingt zu den reichsten Ländern der Union gehören. Die hinteren Ränge werden allesamt von osteuropäischen Ländern belegt.
| Rang | Staat                  | Lebenserwartung (Gesamt) | Lebenserwartung (Männer) | Lebenserwartung (Frauen) |
| ---- | ---------------------- | ------------------------ | ------------------------ | ------------------------ |
| 1    | Spanien                | 83,5                     | 80,5                     | 86,3                     |
| 2    | Italien                | 83,4                     | 81,0                     | 85,6                     |
| 3    | Zypern                 | 82,7                     | 80,5                     | 84,9                     |
| 4    | Frankreich             | 82,7                     | 79,5                     | 85,7                     |
| 5    | Luxemburg              | 82,7                     | 80,1                     | 85,4                     |
| 6    | Malta                  | 82,6                     | 80,6                     | 84,4                     |
| 7    | Schweden               | 82,4                     | 80,6                     | 84,1                     |
| 8    | Österreich             | 81,8                     | 79,3                     | 84,1                     |
| 9    | Irland                 | 81,8                     | 79,9                     | 83,6                     |
| 10   | Niederlande            | 81,7                     | 80,0                     | 83,2                     |
| 11   | Belgien                | 81,5                     | 79,0                     | 84,0                     |
| 12   | Griechenland           | 81,5                     | 78,9                     | 84,0                     |
| 13   | Finnland               | 81,5                     | 78,6                     | 84,4                     |
| 14   | Portugal               | 81,3                     | 78,1                     | 84,3                     |
| 15   | Slowenien              | 81,2                     | 78,2                     | 84,3                     |
| 16   | Vereinigtes Königreich | 81,2                     | 79,4                     | 83,0                     |
| 17   | Deutschland            | 81,0                     | 78,6                     | 83,5                     |
| -    | Europäische Union      | 81,0                     | 78,2                     | 83,6                     |
| 18   | Dänemark               | 80,9                     | 79,0                     | 82,8                     |
| 19   | Tschechien             | 79,1                     | 76,1                     | 82,1                     |
| 20   | Kroatien               | 78,2                     | 75,0                     | 81,3                     |
| 21   | Estland                | 78,0                     | 73,3                     | 82,2                     |
| 22   | Polen                  | 78,0                     | 73,9                     | 82,0                     |
| 23   | Slowakei               | 77,3                     | 73,8                     | 80,7                     |
| 24   | Ungarn                 | 76,2                     | 72,6                     | 79,7                     |
| 25   | Rumänien               | 75,3                     | 71,7                     | 79,1                     |
| 26   | Bulgarien              | 74,9                     | 71,3                     | 78,5                     |
| 27   | Litauen                | 74,9                     | 69,5                     | 80,1                     |
| 28   | Lettland               | 74,9                     | 69,8                     | 79,6                     |

Siehe auch: Gesundheitserwartung: Indikator Gesunde Lebensjahre (GLJ)

## Statistiken

### Index der menschlichen Entwicklung (HDI)
Das Entwicklungsprogramm der Vereinten Nationen klassifiziert alle Mitgliedstaaten als Staaten mit "sehr hoher menschlicher Entwicklung", da alle einen Index der menschlichen Entwicklung (HDI) 2019 von mehr als 0,8 haben.
| Rang in der EU | Rang weltweit | Staat        | HDI   |
| -------------- | ------------- | ------------ | ----- |
| 1              | 2             | Irland       | 0,955 |
| 2              | 6             | Deutschland  | 0,947 |
| 3              | 7             | Schweden     | 0,945 |
| 4              | 8             | Niederlande  | 0,944 |
| 5              | 10            | Dänemark     | 0,94  |
| 6              | 11            | Finnland     | 0,938 |
| 7              | 14            | Belgien      | 0,931 |
| 8              | 18            | Österreich   | 0,922 |
| 9              | 22            | Slowenien    | 0,917 |
| 10             | 23            | Luxemburg    | 0,916 |
| 11             | 25            | Spanien      | 0,904 |
| 12             | 26            | Frankreich   | 0,901 |
| 13             | 27            | Tschechien   | 0,9   |
| 14             | 28            | Malta        | 0,895 |
| 15             | 29            | Estland      | 0,892 |
| 15             | 29            | Italien      | 0,892 |
| 17             | 32            | Griechenland | 0,888 |
| 18             | 33            | Zypern       | 0,887 |
| 19             | 34            | Litauen      | 0,882 |
| 20             | 35            | Polen        | 0,88  |
| 21             | 37            | Lettland     | 0,866 |
| 22             | 38            | Portugal     | 0,864 |
| 23             | 39            | Slowakei     | 0,86  |
| 24             | 40            | Ungarn       | 0,854 |
| 25             | 43            | Kroatien     | 0,851 |
| 26             | 49            | Rumänien     | 0,828 |
| 27             | 56            | Bulgarien    | 0,816 |

### Alterspyramide
| Männer     | Alterstufe   | Frauen     |
| ---------- | ------------ | ---------- |
| 3.630.778  | 85 und älter | 8.218.188  |
| 5.306.277  | 80–84        | 8.454.811  |
| 7.906.877  | 75–79        | 10.680.512 |
| 10.102.896 | 70–74        | 12.181.603 |
| 12.144.566 | 65–69        | 13.592.358 |
| 14.869.515 | 60–64        | 16.043.260 |
| 16.233.614 | 55–59        | 16.993.992 |
| 17.723.947 | 50–54        | 18.044.116 |
| 18.940.262 | 45–49        | 18.896.977 |
| 18.722.624 | 40–44        | 18.538.464 |
| 17.788.398 | 35–39        | 17.527.725 |
| 17.291.379 | 30–34        | 17.063.718 |
| 16.304.500 | 25–29        | 15.996.105 |
| 15.704.338 | 20–24        | 15.135.476 |
| 14.076.653 | 15–19        | 13.370.022 |
| 13.453.734 | 10–14        | 12.782.681 |
| 13.471.020 | 5–9          | 12.799.697 |
| 13.649.538 | 0–4          | 12.971.206 |

### Geburtenrate & Sterberate
Geburtenrate: 10,1 Geburten/1000 Einwohner (2016)
Sterberate: 10,2 Tote/1000 Einwohner (2016)
Kindersterblichkeitsrate: 4,0 Tote/1000 Geburten (2016)
Lebenserwartung: (2016)
- Gesamt: 80,2 Jahre
- Männer: 77,4 Jahre
- Frauen: 83,2 Jahre

### Ehen & Fruchtbarkeit
Heiratsrate: 4,9 Heiraten/1000 Einwohner (2007)
Scheidungsrate: 2,0 Scheidungen/1000 Einwohner (2005)
Fruchtbarkeitsrate: 1,61 Kinder/Frau 2016
Geburten außerhalb von Ehen: 39,5 % 2011

## Demografie

### Bevölkerungsentwicklung

#### Historische Entwicklung
Die Bevölkerung der EU-27-Länder der Europäischen Union stieg bis 2020 kontinuierlich an; seit 2021 schwankt die Bevölkerung jedoch zwischen Abnahme und Zunahme.

#### Prognose

##### Alterung der Bevölkerung

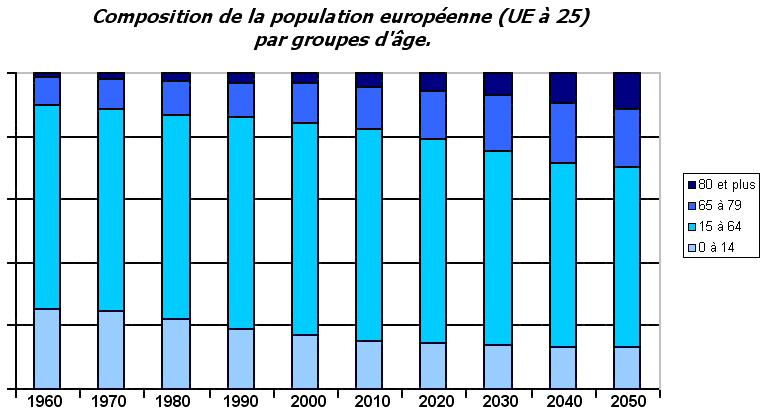
Bevölkerungsentwicklung der EU-25 1960 bis 2050 mit Alterszusammensetzung

Die Bevölkerung der Europäischen Union dürfte weiter älter werden; der Anteil der älteren Menschen (65 Jahre und älter) wird nach Schätzungen von 17,1 % im Jahr 2008 auf 30,0 % im Jahr 2060 steigen, und der Anteil der Menschen, die 80 Jahre und älter sind, wird im gleichen Zeitraum von 4,4 % auf 12,1 % steigen.

### Migration in den Mitgliedsstaaten
Einerseits existiert ein nicht unerheblicher Anteil von Bürgern der Europäischen Union aus dem Schengen-Gebiet, die innerhalb der EU ihren Wohnsitz wechseln. Die beiden Hauptgruppen hierbei sind zum einen jüngere Leute aus Gründen der Arbeitssuche. Diese wandern in die ökonomisch stärkeren Länder ab. Die andere größere Gruppe bilden ältere Leute, die ihren Alterssitz aufgrund des besseren, wärmeren Klimas in den Süden der Europäischen Union verlegen.
Neben der inneren Migration wandern in die Europäische Union insgesamt auch mehr Menschen ein, als von dort auswandern. Die Netto-Einwanderungsrate der EU im Jahr 2008 betrug 3,1 pro 1.000 Einwohner. Die jährliche absolute Einwanderung schwankte seit 2003 von 1,5 bis 2,0 Millionen Einwanderungen.
| Mitgliedsstaat         | Gesamtbevölkerung | Nicht im Land geboren | %    | Aus einem anderen EU-Mitgliedsstaat | %   | Nicht aus einem EU-Mitgliedsstaat | %   |
| Europäische Union      | 501.098           | 47.348                | 9,4  | 15.980                              | 3,2 | 31.368                            | 6,3 |
| ---------------------- | ----------------- | --------------------- | ---- | ----------------------------------- | --- | --------------------------------- | --- |
| Deutschland            | 081.802           | 09.812                | 12,0 | 03.396                              | 4,2 | 06.415                            | 7,8 |
| Frankreich             | 064.716           | 07.196                | 11,1 | 02.118                              | 3,3 | 05.078                            | 7,8 |
| Vereinigtes Königreich | 062.008           | 07.012                | 11,3 | 02.245                              | 3,6 | 04.767                            | 7,7 |
| Spanien                | 045.989           | 06.422                | 14,0 | 02.328                              | 5,1 | 04.094                            | 8,9 |
| Italien                | 060.340           | 04.798                | 08,0 | 01.592                              | 2,6 | 03.205                            | 5,3 |
| Niederlande            | 016.575           | 01.832                | 11,1 | 00.428                              | 2,6 | 01.404                            | 8,5 |
| Griechenland           | 011.305           | 01.256                | 11,1 | 00.315                              | 2,8 | 00.940                            | 8,3 |
| Schweden               | 009.340           | 01.337                | 14,3 | 00.477                              | 5,1 | 00.859                            | 9,2 |
| Österreich             | 008.367           | 01.276                | 15,2 | 00.512                              | 6,1 | 00.764                            | 9,1 |
| Portugal               | 010.637           | 00.793                | 07,5 | 00.191                              | 1,8 | 00.602                            | 5,7 |
| Dänemark               | 005.534           | 00.500                | 09,0 | 152                                 | 2,8 | 348                               | 6,3 |

### Demografiestrategie der EU
Im Jahr 2006 wurden von der Europäischen Kommission fünf strategische Maßnahmen zur „Bewältigung der Herausforderungen des demografischen Wandels“ vorgeschlagen:
- Unterstützung der demografischen Erneuerung durch bessere Bedingungen für Familien und die Vereinbarkeit von Beruf und Familie
- Förderung der Beschäftigung – mehr Arbeitsplätze und ein längeres Erwerbsleben mit hoher Lebensqualität
- Steigerung der Produktivität und Wirtschaftsleistung durch Investitionen in Bildung und Forschung
- Aufnahme und Integration von Migranten in Europa
- Gewährleistung nachhaltiger öffentlicher Finanzen für angemessene Renten, medizinische Versorgung und Langzeitpflege